# 즐거운 저녁길 (KBS부산방송총국)
즐거운 저녁길은 KBS부산 해피FM에서 방송했던 퇴근길 라디오 프로그램이다.

## 역사
1994년 10월 3일에 첫방송을 시작했으며, 원래는 매일 방송이었으나, 2004년 10월 18일부터 평일 방송으로 축소된 후 역대로 방송 분량을 변경하여 방송하다가, 2024년 12월 20일 방송을 30년 만에 마지막으로 폐지되었다.

## 역대 방송시간
| 방송 채널      | 방송 기간                          | 방송 시간                                                 |
| -------------- | ---------------------------------- | --------------------------------------------------------- |
| KBS부산 해피FM | 1994년 10월 3일 ~ 2004년 10월 17일 | 월~토요일 저녁 6:10 ~ 밤 8:00, 일요일 저녁 6:05 ~ 밤 8:00 |
| KBS부산 해피FM | 2004년 10월 18일 ~ 2008년 4월 18일 | 평일 저녁 6:10 ~ 밤 8:00                                  |
| KBS부산 해피FM | 2008년 4월 21일 ~ 2008년 11월 14일 | 평일 저녁 6:05 ~ 밤 8:00                                  |
| KBS부산 해피FM | 2010년 4월 19일 ~ 2016년 12월 30일 | 평일 저녁 6:05 ~ 밤 8:00                                  |
| KBS부산 해피FM | 2008년 11월 17일 ~ 2010년 4월 16일 | 평일 저녁 6:05 ~ 저녁 7:35                                |
| KBS부산 해피FM | 2017년 1월 2일 ~ 2017년 2월 17일   | 평일 저녁 6:05 ~ 저녁 7:00                                |
| KBS부산 해피FM | 2017년 2월 20일 ~ 2024년 12월 20일 | 평일 저녁 6:00 ~ 저녁 7:00                                |

## 역대 DJ
- 주선태
- 장현순
- 김민정
- 유채은
- 조정현
- 김영민
- 김경진